# Małgorzata Gryniewicz
Małgorzata Eleonora Gryniewicz (ur. 8 grudnia 1985 w Łodzi) – polska scenarzystka, reżyserka, modelka wicemiss Łodzi, polityk.

## Życiorys
Urodziła się i wychowała w Łodzi, W wieku 16 lat rozpoczęła karierę fotomodelki, była wicemiss Łodzi. W 2006 otrzymała dyplom licencjacki z Realizacji Obrazu Filmowego, Telewizyjnego i Fotografii w zakresie Reżyserii na Wydziale Filmu i Fotografii Wyższej Szkoły Sztuki i Projektowania w Łodzi. W 2008 otrzymała tytuł magistra. Zdobyła wyróżnienie dziekana za wybitne walory twórcze. Współpracowała ze stacjami TVN24 oraz TVN jako dziennikarz śledczy.
Studiowała na Wydziale Produkcji w Państwowej Wyższa Szkole Filmowej, Telewizyjnej i Teatralnej im. Leona Schillera w Łodzi. W 2004 roku wyemigrowała do Sztokholmu, gdzie pracowała w szwedzkiej telewizji SVT i TV4 przy produkcji programów, po 2010 roku mieszkała w Zurychu, gdzie produkowała teledyski.
W 2008 roku wyreżyserowała dokument pt. Skarby Ani K, za który otrzymała wiele nagród na festiwalach w Szwecji, Norwegii i Irlandii, Czechach i Wielkiej Brytanii. W 2009 roku dokument miał telewizyjną premierę w TVP Kultura, a w 2010 PLANETE+.

### Działalność polityczna
W wyborach samorządowych w 2010 pełniła funkcję rzecznika prasowego Partii Demokratycznej w Łodzi, w latach 2012–2015 była sekretarzem zarządu regionu łódzkiego PD. W 2014 kandydowała do Parlamentu Europejskiego z piątego miejsca z listy komitetu Europa Plus Twój Ruch w okręgu łódzkim. W wyborach samorządowych w tym samym roku była kandydatką PD do rady Łodzi z listy Platformy Obywatelskiej. W grudniu 2014 wystąpiła z PD, a w 2015 przystąpiła do Twojego Ruchu.

## Nagrody filmowe
| Rok  | Festiwal                                                                     | Nagroda, Laureat                                              |
| ---- | ---------------------------------------------------------------------------- | ------------------------------------------------------------- |
| 2011 | I Przegląd Filmów Edukacyjnych „Człowiek w poszukiwaniu wartości” w Kielcach | Statuetka „Filmowego Ziemowita” dla Anny Krupy                |
| 2010 | 52 Festiwal Filmów „Rychnovská osmička” w Rychnov nad Kněžnou Czechy         | I Nagroda dla Małgorzaty Gryniewicz                           |
| 2009 | Festiwal Kina Niezależnego „OFF jak gorąco”                                  | I Nagroda „Złota Lokomotywa” dla Małgorzaty Gryniewicz        |
| 2009 | Festiwal Kina Amatorskiego i Niezależnego KAN                                | Nagroda Specjalna KANewka Jury dla Małgorzaty Gryniewicz      |
| 2009 | Złote Mrówkojady                                                             | I Nagroda Złoty Mrówkojad dla Małgorzaty Gryniewicz           |
| 2009 | Przegląd Filmów Górskich im. Andrzeja Zawady                                 | I Nagroda dla Małgorzaty Gryniewicz                           |
| 2009 | Konkurs na film o zdrowiu organizowany przez Media TV Plus                   | II Nagroda dla Małgorzaty Gryniewicz.                         |
| 2009 | SOFFA 2009                                                                   | Nagroda Specjalna Jury dla Małgorzaty Gryniewicz              |
| 2009 | Solanin Film Festiwal                                                        | Wyróżnienie Jury dla Małgorzaty Gryniewicz                    |
| 2009 | XXXXII Międzynarodowy Festiwal Filmowy POL-8 im. Józefa Milki                | Grand Prix dla Małgorzaty Gryniewicz.                         |
| 2009 | Europejski Festiwal Filmowy Integracja Ty i Ja                               | Wyróżnienie statuetka „Motyl 2009” dla Małgorzaty Gryniewicz. |
| 2009 | Festiwal Filmowy „Kino Niezależne Filmowa Góra”                              | Wyróżnienie dla Małgorzata Gryniewicz                         |
| 2008 | Gliwicki Offowy Festiwal Filmowy GOFFR                                       | II Nagroda dla Małgorzaty Gryniewicz                          |
| 2008 | Ogólnopolski Festiwal Mediów Człowiek w Zagrożeniu                           | Nagroda Jury dla Małgorzaty Gryniewicz                        |
| 2006 | Festiwal "Przemoc wokół nas" w Pradze Czechy                                 | Nagroda Jury dla Małgorzaty Gryniewicz                        |

## Życie prywatne
Jest córką rzeźbiarza Wojciecha Gryniewicza.